# Greåker

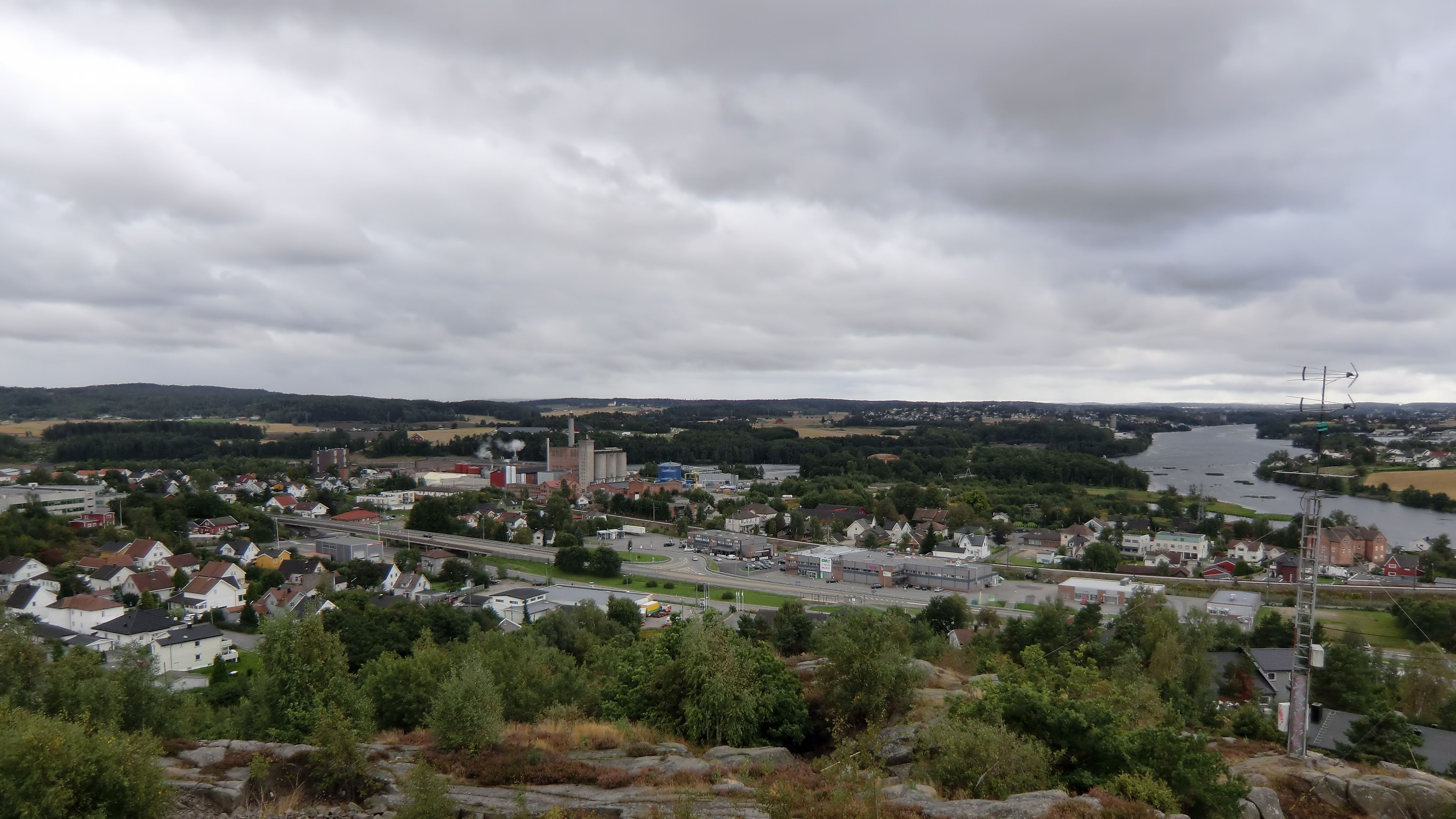
Greåker.

Greåker (Grei åker) är en tätort i Sarpsborgs kommun i Norge. Greåker ligger längs riksväg 109 där floderna Glomma och Visterflo möts. Detta var en gång ett aktivt handelscentrum. Nu är det få butiker kvar.

## Greåker fort
Greåker fort byggdes ursprungligen som ett batteri 1902 – 1903 och var en del av ett större fortsystem. Byggnationen började 1907 och stod färdigt 1910. Det var då en del av Glommalinjen, som bestod av runt 20 mindre och större fästningar. Fortet kallas i militärhistorien Sarpsborg fästning tillsammans med Ravneberget. Syftet med fortet var främst att försvara Norge mot anfall från Sverige. Efter Tysklands anfall mot Norge i april 1940 blev dock fästningen anfallen från andra hållet. Den 13 april kom fortet i strider med tyska trupper och var då bemannad med 85 man. De tyska trupperna kom över Rolvsøysund bro. Kampen varade i två timmar och det sköts runt 6 000 skott från fortet, innan fortet intogs.

## Greåker Cellulose
Pappersbruket Greåker Cellulose grundades som Knusle bruk 1905. Det ingår idag i Nordic Paper.

## Kända personer med koppling till Greåker
- Jørn L. Stang, politiker
- Raymond Kvisvik, fotbollsspelare
- Øystein Moan, koncernchef i Visma
- Jan Groth, musiker